# Batalla de Puerto Argentino
La Batalla de Puerto Argentino ocurrió el 14 de junio de 1982, siendo la última de la Guerra de las Malvinas. En la semana previa ocurrieron una serie de combates en torno a la principal ciudad isleña y en la noche del 14 de junio se firmó el alto al fuego, dando final a la guerra tras 74 días.

## Antecedentes
En la noche del 8 de junio, soldados británicos estimados en ser una compañía reforzada, se infiltraron entre los montes Harriet y Dos Hermanas y al ser detectados se produjo un intenso combate, que terminó con su repliegue apoyado por un muy intenso fuego de la artillería de campaña británica.
El teniente 1.º Jorge Agustín Echeverría -oficial de inteligencia del Regimiento 4  «Monte Caseros»-, recordó que durante los días 9, 10 y 11 de junio, los británicos aumentaron la intensidad de su fuego de ablandamiento. Dos hombres murieron en sus posiciones en Harriet ante impactos directos de artillería. «El regimiento tuvo arriba de veinticinco heridos y dos muertos en este fuego de preparación.»
Entre el 11 y 13 de junio ocurren las batallas de Monte Harriet, Monte Longdon, Dos Hermanas, Monte Tumbledown y Wireless Ridge, donde las tropas británicas se acercan a Puerto Argentino.
En las batallas de los montes Harriet y Dos Hermanas los británicos vencieron con 10 marines reales muertos y 50 heridosy no sin una firme resistencia argentina. La actuación de un solo francotirador argentino (cabo Roberto Basilio Baruzzo) perteneciente a la Sección de Apoyos Especiales (subteniente Celestino Mosteirin) del Regimiento 12 detuvo, durante horas, el ataque de la Compañía Kilo (capitán Peter Babbington) de marines reales del 42.º Comando en Harriet. Durante casi cuatro horas, la Compañía X (capitán Ian Gardiner) del 45.º Comando quedó inmovilizada en las laderas del Dos Hermanas Sur. El capitán Gardiner expresaría más tarde su admiración por la feroz resistencia ofrecida por el 3.º Pelotón de Fusileros del subteniente Marcelo Llambías Pravaz del Regimiento 4 en Dos Hermanas:

(…) Un cuadro duro de unos veinte hombres habían queadado atrás y habían luchado, y fueron hombres valientes. Los que se quedaron y lucharon tenían algo (…).

En el monte Longdon se produjo una batalla feroz y alta cantidad de bajas. Se llegó a luchar a bayoneta para tomar la cima, que luego hubo que defender ante dos contraataques argentinos. Alrededor de las 03:00 horas, un pelotón reforzado (teniente Raúl Fernando Castañeda) de 46 hombres de la Compañía C del Regimiento 7 realiza un contraataque en Longdon, obligando a la Compañía B Británica bajo el mando del mayor Mike Argue a inicialmente retirarse. De los 278 hombres de la Compañía «Maipu» a cargo del mayor Carlos Carrizo Salvadores -segundo jefe del Regimiento de Infantería 7 «Coronel Conde»- en Monte Longdon, pudieron replegarse solamente 78 sobrevivientes. Luego de doce horas de combate contra el 3 PARA, se perdía definitivamente Monte Longdon. Los atacantes británicos sufrieron 93 bajas, correspondiendo a 23 muertos y 70 heridos.
En esta batalla, él soldado conscripto IM (Infantería de Marina) Osvaldo Colombo solo cubrió la retirada de los sobrevivientes de la IM en monte Longdon con su ametralladora pesada M2HB Browning a pesar de estar gravemente herido. 69 Argentinos murieron en combate en la primera línea de defensa y otros 400 fueron capturados. El cabo Mario Marvil Pacheco estuvo en combate en primera línea donde él solo cubrió la retirada de sus hombres de la Compañía de Comunicaciones Mecanizada 10 (Ca Com Mec 10) con su ametralladora FN MAG luego de que los hombres de Pacheco habían cubierto la retirada de los pelotones de fusileros de los subtenientes Miguel Mosquera Gutiérrez y Jorge Pérez Grandi del Dos Hermanas Norte. Voluntariamente, Mario Pacheco, se ofreció a quedarse a cubrir la retirada de sus hombres negándose a las insistencias de ellos en retirarse con él. Una fuerza de vehículos blindados Panhard (subtenientes Fernando Pedro Chércoles y Gustavo Adolfo Tamaño y sus hombres) que intentó llegar hasta las posiciones del Regimiento 4 fue obligada a dar media vuelta cuando aún le quedaban unos pocos kilómetros para alcanzar la posición.
Durante la madrugada del 12 de junio, los argentinos dejaron fuera de combate al crucero ligero HMS Glamorgan con un misil Exocet MM 38 disparado desde Puerto Argentino. Se trataba del primer lanzamiento de un misil Exocet desde tierra en la historia. Ese mismo día, un avión Harrier (XW-919) fue alcanzado por un misil Tigercat confirmando la artillería antiaérea su derribo a las 09:20 horas.
En la noche del 13 de junio, unos 50 soldados escoceses comandados por el mayor Richard Bethell lanzan un ataque al pie de monte William, donde los defensores argentinos reciben la orden de replegarse. Antes de la medianoche, el Equipo de Combate Conjunto «Bouchard» en la península Camber rechazó una incursión británica realizada en lanchas rápidas. A la medianoche del 14 de junio, la 1.ª  Sección de la Compañía de Ingenieros Anfibios se replegó desde el noroeste del monte Tumbledown hacia el puesto de comando del Batallón de Infantería de Marina N.º 5. A las tres de la mañana, en medio de una tormenta de nieve, el comandante de la Compañía Nácar (teniente de navío Eduardo Alberto Villarraza) del BIM N.º 5 con la 5.ª Sección (teniente de corbeta Héctor Omar Miño) de la Compañía de Ingenieros Anfibios y una sección de tiradores de la Compañía B 'Piribebuy' (mayor Oscar Ramón Jaimet) del Regimiento de Infantería 6 se preparan para contraatacar en el oeste del monte Tumbledown. Dos horas más tarde la Compañía Nácar intentó recuperar el control del monte.
Durante la Batalla de Wireless Ridge (Cresta del Telégrafo), las bocas de fuego de la artillería británica hostigaron constantemente las posiciones del Regimiento de Infantería Mecanizado 7 «Coronel Conde» con un intenso y preciso fuego. «Durante las doce últimas horas de la lucha se descargaron 6000 tiros de artillería», indican Max Hastings y Simon Jenkins.
En el sector norte los atacantes tomaron fácilmente el perímetro del teniente 1.º Hugo García (Compañía C) en Wireless Ridge y avanzaron hacia las defensas del teniente 1.º Jorge Calvo (Compañía A). Las compañías del Regimiento de Infantería 7 del Teniente Coronel Omar Giménez, formadas también por soldados que habían combatido la noche anterior, se desmoronaron; sus hombres y los refuerzos de caballería y paracaidistas que los acompañaban huyeron hacia Moody Brook. El certero y continuo fuego británico en estos primeros avances causó una gran mortaldad entre los hombres del Escuadrón de Exploración de Caballería Blindada 10. No obstante el mayor Hugo Alberto Pérez Cometto permaneció entre los sobrevivientes del Pelotón de Morteros Pesados del Regimiento 7. Su abnegación y su coraje fueron hasta reconocido por el Centro de Excombatientes de las Islas Malvinas (CECIM) de La Plata.
El capitán Rodrigo Alejandro Soloaga del Escuadrón de Exploración de Caballería Blindada 10 «Coronel Isidoro Suárez», recordó las últimas horas de combate en Wireless Ridge. «Del fuego enemigo, puedo decir que me quedó grabado su asombrosa precisión, aún de noche; el empleo de toda munición trazante, que ejercía sobre nuestra tropa un efecto de aplastamiento constante y prematuro, y el empleo de munición explosiva de sus armas automáticas, se tornó cada vez peor, sobre todo en un momento en que mi fracción era la única que respondía el fuego, y sobre ella se concentraba gran parte del fuego enemigo.»
El terreno ha sido horadado por el bombardeo, rotos los cables telefónicos y voladas 8 de las 10 ametralladoras MAG del pelotón de paracaidistas a cargo del subteniente Gustavo Alberto Aimar (herido en combate) perteneciente al Regimiento de Infantería Aerotransportada 2 «General Balcarce», recientemente llegados desde Comodoro Rivadavia. Las compañías del Regimiento 7 luchan desesperadamente por mantenerse en el terreno, pero los tanques Scorpion y la infantería británica rebasan las trincheras y envuelven por la espalda a parte de los hombres del BIM 5 (Sección Apoyo del teniente de corbeta Waldemar Rigoberto Aquino) ubicados cerca del arroyo Felton. 
Los fusileros de la Compañía A «Tacuari» (Capitán Rubén Oscar Zunino) del Regimiento 3, con el apoyo de fuego del Pelotón de Morteros (teniente José Luis Dobroevic), inician un contraataque sobre las laderas del sur de Wireless Ridge. Unos 40 hombres del pelotón del teniente 1.º Victor Hugo Rodríguez Pérez terminan luchando cuerpo a cuerpo con un pelotón de paracaidistas bajo el mando del teniente Jonathan Page de la Compañía D del 2 PARA. Los argentinos sufrieron 4 muertos y 23 heridos en este contraataque nocturno.
Antes del amanecer del 14 de junio, unos 200 argentinos sobrevivientes de la batalla de Wireless Ridge habían sido reunidos para formar, una línea defensiva de último recurso frente a las piezas del Grupo de Artillería Aerotransportado 4 en cercanías del arroyo Felton.
Cerca de la iglesia de la capital malvinense, el mayor Carlos Eduardo del Valle Carrizo Salvadores —segundo al mando del Regimiento de Infantería 7—, con la ayuda del capellán militar José Fernández, reunieron a unos 50 sobrevivientes del Regimiento 7 y con varios soldados cantando la marcha de las Malvinas, lanzaron un contraataque cerca de los destruidos cuarteles de Moody Brook, pero fueron detenidos al último momento por intenso fuego de la artillería británica. Los británicos fueron momentáneamente alarmados y miraban sorprendidos, con el mayor Philip Neame describiendo el contraataque argentino como «un gran esfuerzo para realmente admirar, pero en realidad sin ninguna verdadera chance». Fue el último contraataque argentino.
A las 1000 se ejecuta un ordenado repliegue: primero, hacia Sapper Hill (colina Zapador), y luego, hacia Puerto Argentino. Los hombres de Robacio y Jaimet se replegaron ordenadamente a la posición defensiva en la colina que reforzaron con ametralladoras. Allí los defensores de Tumbledown ocuparon nuevas posiciones defensivas, incluidos los ingenieros anfibios. Fue el propio capitán Robacio quien luego buscó y reconoció los muertos del BIM 5 en monte Tumbledown que había sido muy batido por la artillería británica.  
Previo a ello, la Fuerza Aérea Argentina lanzó su última misión utilizando dos bombarderos Canberra BMK-62 y dos interceptores Mirage IIIEA, atacando por la noche las posiciones británicas ubicadas en Furze Bush Pass al parecer con buenos resultadospero perdiendo un Canberra.

## Desarrollo
A las 22.30 de la noche del 13 de junio, los pelotones de reconocimiento y tambores del mayor Richard Bethell de la Guardia Escocesa ejecutan su ataque, buscando aferrar la Compañía Obra (teniente de corbeta Carlos Alberto Calmels) del BIM 5 frente de la posición Monte William y tomar el Cerro Zapador desde el camino Stanley―Fitzroy, empleando tanques livianos Scorpion, al mismo tiempo que saturan el sector, con fuego de cañones de 76 mm. Los fuegos de la propia artillería de marina baten los dos pelotones de la Guardia Escocesa. Los efectivos británicos se lanzan al asalto sobre el flanco sur de la posición del BIM 5 y se combate a las distancias próximas con profundo empleo de granadas de mano. El primer ataque en el sector de Tumbledown es rechazado con las guardias escoceses Steven William Duffy y Peter Alexander MacInnes revelando en 2007 que esta fuerza sufrió 2 muertos y 16 heridos en Pony Pass.
Los tropas británicas consideraban al BIM 5 de lo mejor de la Argentina. Sobre 90 hombres de la Compañía Nácar en Tumbledown cayó la furia de la Compañía Flanco Izquierdo de la Guardia Escocesa en la noche del 13 al 14 de junio, pero los hombres de la 4.ª Sección (teniente de corbeta Carlos Daniel Vázquez) y Sección de Exploración (suboficial Julio Saturnino Castillo), con el apoyo de una docena de morteristas  de los suboficiales David Ramos y Lucio Monzón cerca la cumbre, contuvieron a esa fuerza muy superior en número alrededor de siete horas. Para desalojarlos, los  soldados escoceses tuvieron que asaltar una a una sus posiciones, recurriendo a la artillería terrestre y naval, los misiles antitanque, las granadas, y el combate cuerpo a cuerpo. Fue tal la sorpresa que padecieron inicialmente la Guardia Escocesa en el sector que defendía Vázquez que el subteniente Robert Lawrence que luego quedó herido en la cabeza, narró que el subteniente James Stuart lo instó a que su pelotón abandonara el asalto y que disparara contra cualquiera que les impidiera retirarse de Tumbledown.
La posición argentina en Tumbledown era ahora insostenible, con el riesgo de que la infantería de marina fuera cercada, y el General Menéndez autorizó el repliegue. En ese momento, el capitán Robacio recibió una llamada por el teléfono de campana: la cima del monte Tumbledown acababa de caer, sus hombres se batían en retirada, avanzaban los soldados enemigos. Inmediatamente se informó al mayor Jaimet y se propuso organizar una retirada inmediata lo que este aceptó. Al recibir la noticia, Jaimet envió un pelotón reforzado compuesto de 47 hombres bajo las órdenes del subteniente Augusto Esteban La Madrid con la orden de contraatacar. El guardiamarina Héctor Omar Miño a cargo de la 5.ª Sección de Ingenieros Anfibios, sale de exploración acompañado por dos soldados (Oscar Ismael Poltronieri y Carlos  Ángel Muelas), el guardiamarina Marcelo De Marco y el teniente de corbeta Waldemar Rigoberto Aquino. Localizan a un grupo de entre 10 y 12 soldados escoceses a cierta distancia de sus propias posiciones. Deciden aprovechar la sorpresa y abren fuego contra ellos junto a sus dos sirvientes de ametralladoras adelantadas. Se retiran en cuanto empiezan a recibir disparos de vuelta, dejando heridos a unos seis escoceses, sin bajas propias. En los combates subsiguientes se destacan, por su valor y sacrificio personal, los soldados conscriptos Horacio Adolfo Balvidares, Juan Domingo Rodríguez y Luis Jorge Bordón del subteniente La Madrid, quienes agotan su munición y se reabastecen con cargadores abandonados hasta caer mortalmente heridos. Cerca del amanecer, el soldado Poltronieri decide lanzarse al ataque bajo intenso fuego enemigo para abrir fuego con su ametralladora para que las tropas argentinas escaparan. Solamente 23 soldados de los 47 que habían participado en el contraataque de La Madrid alcanzarían volver al pueblo. El resto ha quedado muerto, herido o hecho prisionero.
Desde el edificio del comando de la Brigada X el general de brigada Oscar Jofre, y el coronel Félix Aguiar (segundo comandante de la Brigada 10) enviaban mensajes al capitán Robacio instándolo abandonar esa posición; en cualquier momento se podía producir un ataque helitransportado enemigo que le cortaría al batallón fácilmente la retirada hacia el pueblo. Por entonces, el combate era muy violento. El asalto final en el sector Tumbledown está a cargo de los pelotones de fusileros de los tenientes Viscount Dalrymple, Mark Mathewson y Robert Lawrence. Mientras tanto los Gurkhas se preparaban para asaltar el Monte William y ya habían conquistado algunos pozos de la Compañía Nácar (3.ª Sección de Tiradores, a cargo del suboficial Luis Jorge Lucero, en la ladera norte del Monte Tumbledown). La 2.ª Sección de Tiradores (guardiamarina Marcelo Oruezabala) y el Puesto de Comando de la Compañía Nácar estaban atrapado entre los montes Tumbledown y William por el avance nepalés sin escapatoria. Al advertir la situación, fue empleado el pelotón de fusileros del subteniente Guillermo Robredo Venencia de la Compañía B del Regimiento 6 con el Teniente 1.º Raúl Daniel Abella a la cabeza. Esto desmiente las informaciones posteriores de algunos veteranos, los cuales afirman que Robredo Venencia y Abella huyeron del campo del combate.
A las 6:00 de la mañana, la 1.ª Sección, Batería B del Grupo de Artillería de Defensa Aérea 601 disparó los cañones Oerlikon GDF-002 de 35 mm contra las partes elevadas del cerro Wireless, para contener el avance de los paracaidistas británicos. El Grupo de Artillería Aerotransportado 4 realizó fuegos para cubrir el repliegue del Regimiento de Infantería 7 en Longdon y Wireless. En esta hora se canceló el envío de camiones para mover las piezas OTO Melara Modelo 56 de los Grupos de Artillería 3 y 4, a partir de entonces la artillería de campaña argentina actuaría inmóvil. A las 06:20 el Grupo de Artillería 3 cubrió la retirada de los morteristas del BIM 5 desde Tumbledown. La Batería B del Batallón de Artillería de Campaña N.º 1 concentró fuego sobre los gurkhas que avanzaban en el monte William, causándoles 13 heridos. Poco después la Batería quedó inoperativa al ser abandonados los asentamientos artilleros. Durante los combates falleció un jefe de pieza, el soldado dragoneante Oscar Mansilla, por fuego de contrabatería efectuado sobre la pieza número 3.
Para las 7:00, los británicos habían tomado el control de todo el monte Tumbledown y el Regimiento de Infantería 7 y el Escuadrón de Exploración de Caballería Blindado 10 habían recibido las órdenes del Comando de Puerto Argentino de replegarse hacia la capital malvinense, mientras que la Compañía C (capitán Ramón Alberto Varela) del Regimiento de Infantería 3 recibió una orden de ocupar una posición de bloqueo al oeste de Puerto Argentino, siendo reforzado por la Compañía B (teniente I° Miguel Ángel Machi) del Regimiento de Infantería 25. El escuadrón de cazatanques Panhard (mayor Alejandro Domingo Carullo) intentó sin éxito un contraataque en Moody Brook. Previo a ello, el Pelotón 13 de soldados escoceses del sargento Thomas McGuinness habían atacado por la retaguardia a la 4.ª Sección de la Compañía Nácar en Tumbledown que sufrió numerosos muertos: 7 infantes de marina y 5 soldados de los refuerzos del Regimiento de Infantería 4. Al agotarse sus municiones los sobrevivientes se rinden.
A las 8:00, tres helicópteros Westland Scout británicos, al mando del capitán John Greenhalgh, dispararon diez misiles antitanque SS.11 contra la artillería argentina en Moody Brook, a petición del 2.º Batallón Paracaidista, que las tenía fuera del alcance de sus MILAN. Nueve misiles acertaron en su blanco desde 3 000 metros. Los helicópteros fueron repelidos con morteros.
A la misma hora, el GA Aerot 4, teniendo a los británicos a 700 metros de su posición, se retira todos sus hombres excepto el subteniente Juan Gabino Suárez y 21 artilleros que se quedaron voluntariamente para utilizar la última pieza, la número 3 de la Batería C. Dispararon de forma directa contra los paracaidistas enemigos hasta que el cañón de 105 mm quedó inutilizado al atascarse un proyectil en su interior. Los artilleros se retiraron sin bajas. Al mismo tiempo el GA 3 efectuó disparos hacia puntos distanciados a solo 100 metros de la infantería propia (la distancia mínima son 600 metros con tropa propia cerca), por solicitud del capitán de navío Juan Ramón Moeremans, para apoyar el repligue del BIM 5.
El BIM 5 había recibido la orden de replegarse hacia cerro Zapador (en inglés: Sapper Hill) hacia las 9 de la mañana, al igual que la Compañía de Ingenieros Anfibios. El batallón ya había notificado al Comando de Puerto Argentino sobre el agotamiento de sus municiones y el Capitán de Fragata Carlos Robacio, comandante del BIM 5 había desobedecido otras dos órdenes de repliegue. A las 9:15 se informó oficialmente que todos los montes circundantes de Puerto Argentino estaban bajo control británico. Se intentó construir una defensa con los Regimientos de Infantería 3 y 25, pero se admitió que los combates no durarían más de un día.
La Batería B del BIAC se constituyó en dos secciones de fusileros, al mando del teniente de corbeta Oscar Patricio González y del guardiamarina Miguel Ángel Mascolo al quedarse con dos piezas operativas y 150 proyectiles pero sin posibilidad de uso táctico. Se dirigieron al cerro Zapador, donde combatieron junto al BIM 5 contra una sección heli-transportada del 40 Commando. En esa acción murieron tres infantes de marina argentinos y cinco marines ingleses quedaron heridos.
Pasado el mediodía, el BIM 5 y la Compañía B 'Piribebuy' recibieron las órdenes de replegarse a Puerto Argentino hacia las 14:30, beneficiando el avance británico hacia la ciudad ocurrido en la tarde del mismo día. Pese a ello el BIM 5 se reorganizó para continuar los combates urbanos.
En la última acción de la guerra, la 3.ª Sección (guardiamarina Alejandro Koch) de la Compañía Mar del BIM 5, pese a recibir la orden de alto al fuego y repliegue, puso fuera de acción a dos helicópteros Sea King británicos que desembarcaban parte de una compañía de Marines Reales al pie del cerro Zapador, hiriendo a varios Marines Reales según el corresponsal de guerra británico John Witheroe, pero perdiendo 3 muertos en acción, los infantes de marina Roberto Leyes, Eleodoro Monzón y Sergio Ariel. El BIM 5 finalizó su repliegue a las 15:00, marchando a paso redoblado en las calles de Puerto Argentino con las tropas encolumnadas y en poder de sus armas.

## Consecuencias

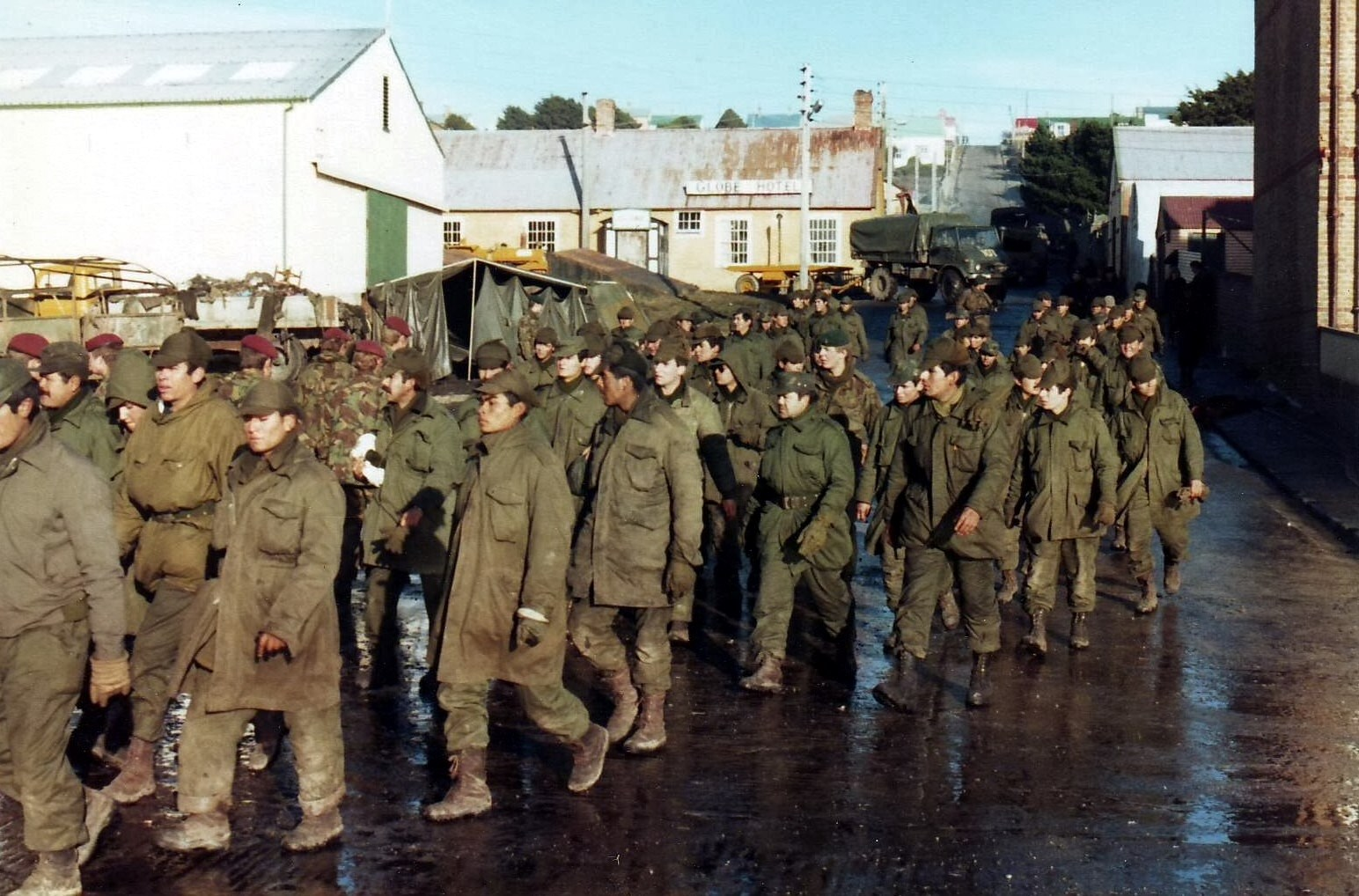
Prisioneros de guerra argentinos el 15 de junio.

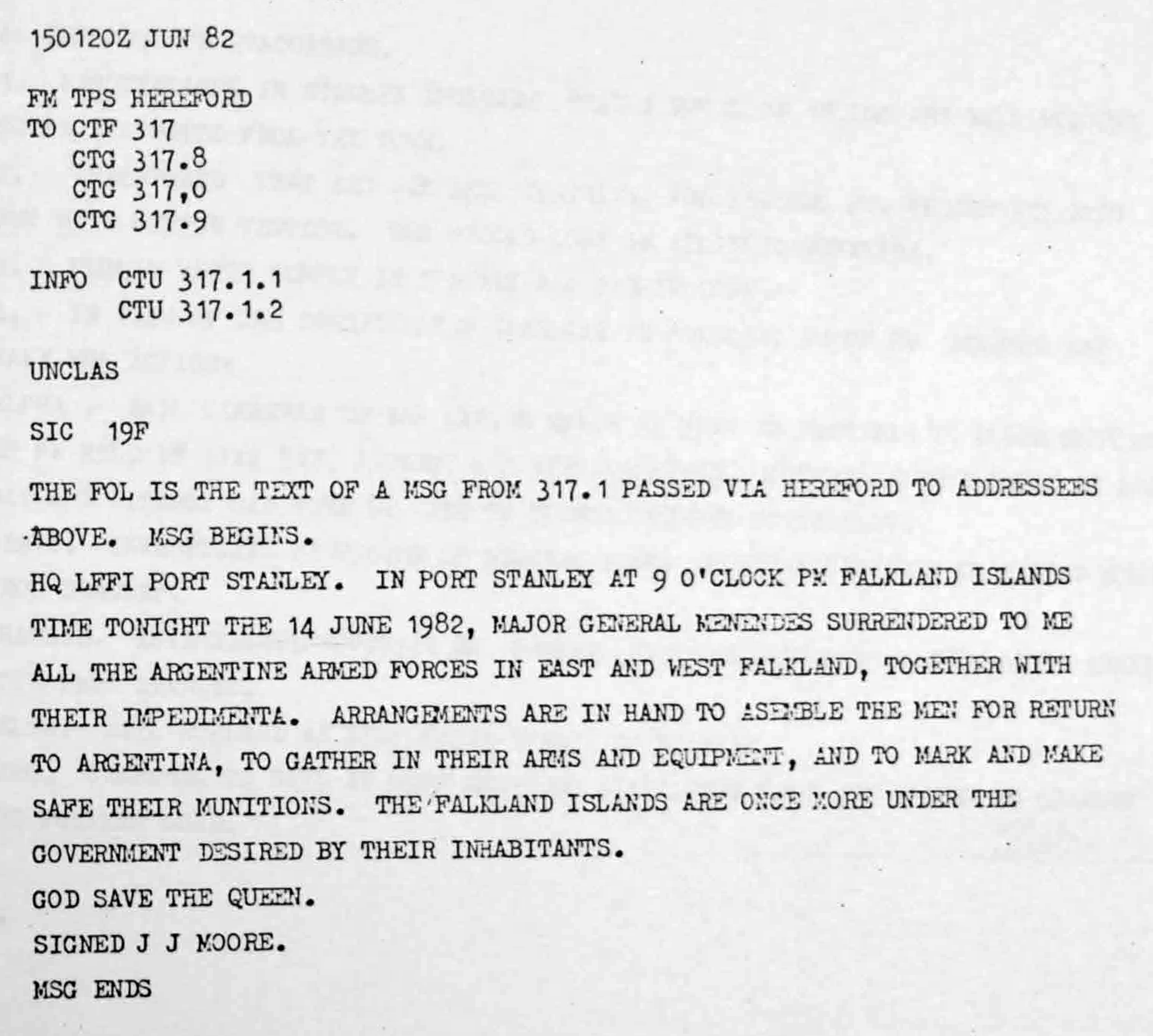
El telegrama de Jeremy Moore al gobierno británico de Londres.
El télex señala: "Las Islas Malvinas están una vez más bajo el gobierno que desean sus habitantes.
Dios salve a la Reina".

En la noche del 14 de junio, luego de parlamentar los conductores de las fuerzas oponentes, se firmó el cese al fuego y el retiro de las tropas argentinas, tras lo cual las fuerzas británicas retomaron el control de la capital malvinense. Pero cuando el comandante de las brigadas británicas, el general Jeremy Moore, mostró al comandante argentino los documentos de rendición, el general de brigada Mario Benjamín Menéndez tachó de inmediato la palabra «incondicional» y amenazó continuar combatiendo, permitiendo Argentina en la posguerra seguir reclamando las Malvinas.
En la madrugada del 14 de junio, Moore había instado a Menéndez a rendirse «sin involucrar al gobierno argentino» y que «la resistencia sólo podía aumentar las bajas». Pese a ello no se podía garantizar el accionar de la Fuerza Aérea Argentina. El jefe de la Fuerza Aérea Sur, brigadier Ernesto Crespo, rechazó la rendición y horas más tarde aceptó el cese al fuego.
Las unidades británicas se apoderaron de los edificios requisados por los argentinos. El bombero local Lewis Clifton describe cómo las infraestructuras de Puerto Argentino se rompieron bajo la tensión adicional de tener que acomodar a las tropas británicas y procesar a miles de prisioneros de guerra argentinos que esperaban su repatriación.

(…) El lugar simplemente no podía sostenerlo. Solo había electricidad y agua esporádicamente y el sistema de saneamiento colapsó. Las calles estaban cubiertas de desechos humanos hasta los tobillos. El hedor era horrible, realmente horrible, y todos sufríamos lo que llamábamos la venganza de Galtieri. Perdió la guerra pero nos dejó enfermos.

El capitán británico Hugh Mcmanners en su libro 'The Scars of War' (Las Cicatrices de la Guerra, página 315, HarperCollins, 1993) revelaría que fue el fuego de los buques de guerra británicos lo que dañó severamente la estación de bombeo de agua de la capital malvinense:
«Los disparos navales británicos habían destruido el techo de la estación de bombeo de agua de Puerto Stanley, causando que las válvulas, filtros y tuberías se congelaran y se partieran.»
No obstante, el ex marine real Jim Fairfield, que se vistió de civil después de la rendición británica el 2 de abril para evitar ser hecho prisionero y como exmiembro del Comando 45 actuó como un espía durante la campaña, afirmaría más tarde que los soldados argentinos no solo habían destrozado muchas viviendas en la hora de la derrota, sino que también había defecado a propósito por todo Puerto Argentino, quizás olvidando que los baños ya no funcionaban y los soldados británicos también padecían de diarrea.
El Capitán médico paracaidista John Burgess confirmaría en 2021 que casi todos los hombres del 3 PARA en sus nuevas habitaciones de la capital malvinense sufrían de diarrea y vomitaban violentamente por haber consumido agua y comida contaminada durante su tiempo en monte Longdon y recordaría que los baños de Puerto Argentino ya no funcionaban:
«La ciudad era un desastre, sin alcantarillado, agua ni electricidad. Sin alimentos proporcionados, muchos hombres comenzaron a saquear las fuentes de alimentos argentinas hasta que más suministros pudieran alcanzar el avance ... Desafortunadamente, gran parte del batallón que se había posicionado en el extremo este de Longdon sufría de falta de agua potable … Las tropas habían estado sacando agua de charcos en la turba y hirviéndola. Esto fue insuficiente para matar todas las bacterias, y con el saneamiento inadecuado, la mayor parte del batallón cayó enfermo de diarrea y vomitaban».
Los corresponsales de guerra británicos Patrick Joseph Bishop y John Witherow investigarían las afirmaciones de que las fuerzas argentinas se habían comportado como salvajes durante la ocupación y pronto establecieron que en su mayoría eran simplemente rumores:
«Sin duda habían sido los responsables de destrozar la antigua y sólida oficina de correos, y las calles traseras del Stanley (Puerto Argentino) estaban llenas de excremento. Pero aunque catorce hombres locales fueron sacados de sus hogares durante la ocupación y enviados a West Falkland (Gran Malvina) donde fueron puestos bajo arresto domiciliario, pocos habitantes fueron maltratados. Era un régimen incómodo en lugar de brutal ... Había acusaciones de saqueos y soldados que defecaban en las casas, pero en un examen más detenido, tendían a ser tropas robando bollos del congelador o durmiendo en camas con botas embarradas. Se robaron algunos objetos de valor y recuerdos y se vandalizaron casas, pero los detalles de los ultrajes fueron vagos. La mayor parte del daño grave fue causado por el bombardeo británico. Un isleño dijo sin rencor que los británicos habían causado más desorden en Stanley que los argentinos.»
Tras el cese al fuego, los soldados argentinos fueron tomados como prisioneros y retornaron al continente en los días posteriores.
La noticia del cese al fuego provocó manifestaciones en Buenos Aires, que fueron reprimidas por la policía. En la mayor parte de la sociedad argentina la noticia fue tomada por sorpresa ya que los medios argentinos hablaban del triunfo, causando indignación y malestares.

## Bajas
La batalla por Puerto Argentino dejó a más de 200 soldados argentinos y británicos muertos. Tres mujeres malvinenses fallecieron cuando la fragata británica HMS Avenger (F185) cañoneó su casa por error. Fueron las únicas víctimas civiles del conflicto.